# Maicching Machiko Sensei
 (août 2015).
Si vous disposez d'ouvrages ou d'articles de référence ou si vous connaissez des sites web de qualité traitant du thème abordé ici, merci de compléter l'article en donnant les références utiles à sa vérifiabilité et en les liant à la section « Notes et références ».
Maicching Machiko-sensei (まいっちんぐマチコ先生, littéralement La honte de Mlle Machiko) est un manga écrit et dessiné par Takeshi Ebihara. Il est prépublié de mai 1980 à février 1982 dans le magazine Shōnen Challenge, puis compilé en huit tankōbon par l'éditeur Gakken.
Une adaptation en anime de 95 épisodes par le studio Pierrot est diffusée au Japon du 8 octobre 1981 au 6 octobre 1983,. Plusieurs films live ont également vu le jour entre 2003 et 2009,.

## Histoire
La série tourne autour de Mlle Machiko, un nouveau professeur d'école primaire qui porte une minijupe rouge et qui se retrouve régulièrement, de façon accidentelle, dans des situations à connotation sexuelle. Machiko est très populaire avec ses élèves, en particulier les garçons, qui prennent plaisir à soulever ses jupes et concevoir des pièges pour l'attraper à divers stades de déshabillage. Plutôt que de se mettre en colère, Machiko répond en riant, tout en poussant sa phrase de marque « Maicchingu ! » (signifiant à peu près « embarrassant »). Machiko est généralement une femme très gentille et patiente qui se soucie de ses élèves et fait de son mieux pour les aider avec leurs problèmes.

## Manga
La série est sortie en 8 volume complet.

## Figurine
Une figurine la représentant est également sortie sur elle.

## Dvd et Blue-ray
Plus récemment, une sortie dvd limitée de la série est sortie en 2018 en deux parties,ainsi qu'une édition Blu-ray en février 2021.

## Similitude
Cette série a des ressemblances indirectes avec Sasuga no Sarutobi (1980) de Fujiko Hosono et direct avec le manga animé Dash Kappei de Noboru Rokuda édité l'année précédente en 1979 représentant des mangas qu'il serait quasi-impossible voire impossible à faire aujourd'hui en 2023.